# Legg Mason Tennis Classic
El Torneig de Washington, conegut oficialment com a Legg Mason Tennis Classic, és un torneig de tennis professional que es disputa anualment sobre pista dura al William H.G. FitzGerald Tennis Center de Washington DC, Estats Units. Pertany a les sèries 500 del circuit ATP masculí i es disputa a l'agost. Actualment pertany a les US Open Series, els torneigs que es disputen als Estats Units com a preparació pel US Open celebrat a finals d'estiu.
El torneig es va inaugurar l'any 1969 amb el nom de Washington Star International sobre terra batuda. Posteriorment va canviar de nom per Sovran Bank Classic i també de superfície el 1986 cap a pista dura.

## Palmarès

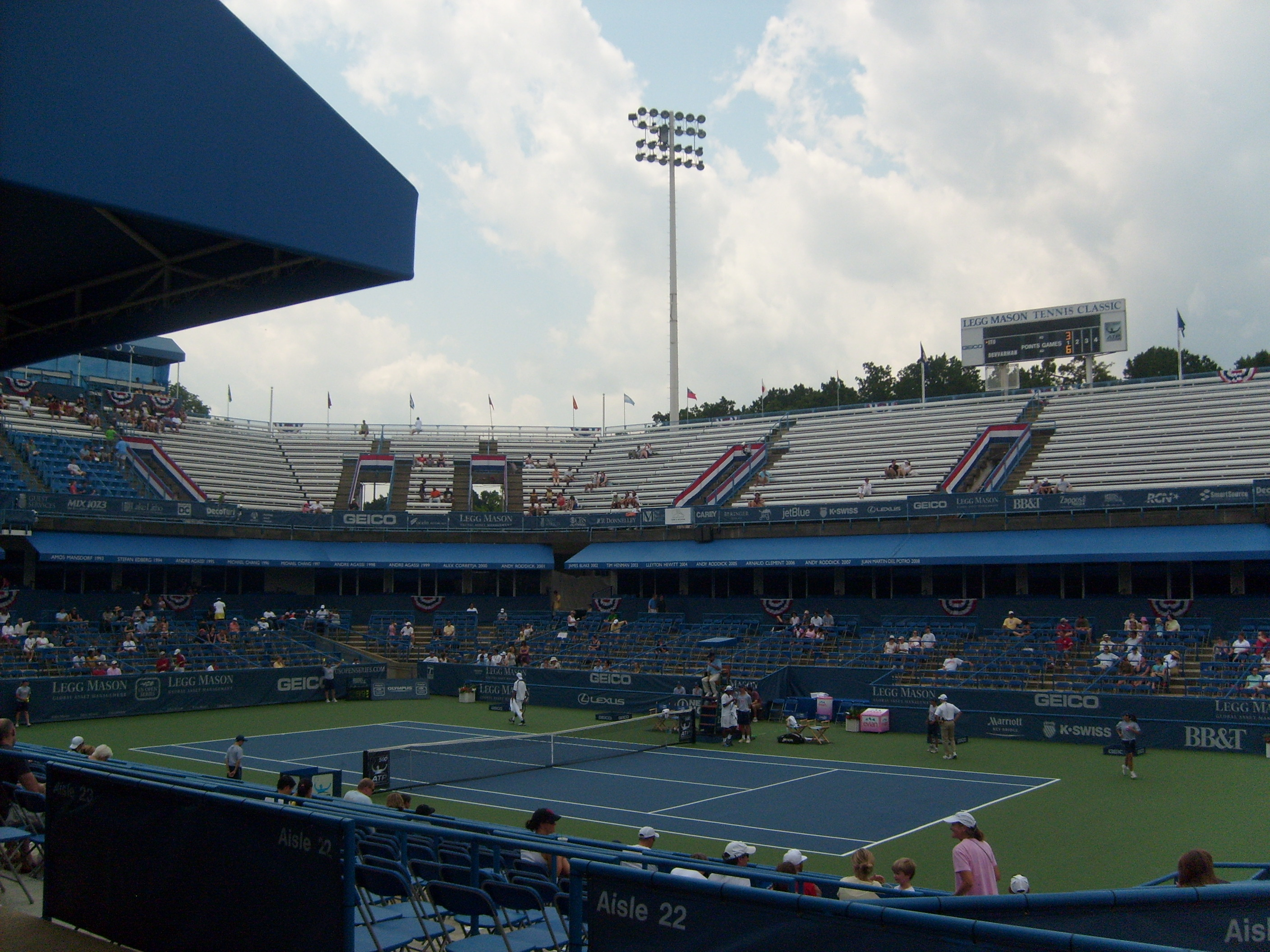
Legg Mason Pista

### Individual masculí
| Any  | Campió                                            | Finalista                                         | Resultat                                          |
| ---- | ------------------------------------------------- | ------------------------------------------------- | ------------------------------------------------- |
| 2025 | Alex de Minaur                                    | Alejandro Davidovich Fokina                       | 5−7, 6−1, 7−6(3)                                  |
| 2024 | Sebastian Korda                                   | Flavio Cobolli                                    | 4−6, 6−2, 6−0                                     |
| 2023 | Dan Evans                                         | Tallon Griekspoor                                 | 7−5, 6−3                                          |
| 2022 | Nick Kyrgios (2)                                  | Yoshihito Nishioka                                | 6−4, 6−3                                          |
| 2021 | Jannik Sinner                                     | Mackenzie McDonald                                | 7−5, 4−6, 7−5                                     |
| 2020 | Torneig suspès a causa de la pandèmia de COVID-19 | Torneig suspès a causa de la pandèmia de COVID-19 | Torneig suspès a causa de la pandèmia de COVID-19 |
| 2019 | Nick Kyrgios                                      | Daniïl Medvédev                                   | 7−6(6), 7−6(4)                                    |
| 2018 | Alexander Zverev (2)                              | Alex de Minaur                                    | 6−2, 6−4                                          |
| 2017 | Alexander Zverev                                  | Kevin Anderson                                    | 6−4, 6−4                                          |
| 2016 | Gaël Monfils                                      | Ivo Karlović                                      | 5−7, 7−6(6), 6−4                                  |
| 2015 | Kei Nishikori                                     | John Isner                                        | 4−6, 6−4, 6−4                                     |
| 2014 | Milos Raonic                                      | Vasek Pospisil                                    | 6−1, 6−4                                          |
| 2013 | Juan Martín del Potro (3)                         | John Isner                                        | 3−6, 6−1, 6−2                                     |
| 2012 | Aleksandr Dolhopòlov                              | Tommy Haas                                        | 6−7(7), 6−4, 6−1                                  |
| 2011 | Radek Štěpánek                                    | Gaël Monfils                                      | 6−4, 6−4                                          |
| 2010 | David Nalbandian                                  | Markos Bagdatís                                   | 6−2, 7−6(4)                                       |
| 2009 | Juan Martín del Potro                             | Andy Roddick                                      | 3−6, 7−5, 7−6(6)                                  |
| 2008 | Juan Martín del Potro                             | Viktor Troicki                                    | 6−3, 6−3                                          |
| 2007 | Andy Roddick (3)                                  | John Isner                                        | 6−4, 7−6(4)                                       |
| 2006 | Arnaud Clément                                    | Andy Murray                                       | 7−6(3), 6−2                                       |
| 2005 | Andy Roddick                                      | James Blake                                       | 7−5, 6−3                                          |
| 2004 | Lleyton Hewitt                                    | Gilles Müller                                     | 6−3, 6−4                                          |
| 2003 | Tim Henman                                        | Fernando González                                 | 6−3, 6−4                                          |
| 2002 | James Blake                                       | Paradorn Srichaphan                               | 1−6, 7−6(5), 6−4                                  |
| 2001 | Andy Roddick                                      | Sjeng Schalken                                    | 6−2, 6−3                                          |
| 2000 | Àlex Corretja                                     | Andre Agassi                                      | 6−2, 6−3                                          |
| 1999 | Andre Agassi (5)                                  | Ievgueni Kàfelnikov                               | 7−6(3), 6−1                                       |
| 1998 | Andre Agassi                                      | Scott Draper                                      | 6−2, 6−0                                          |
| 1997 | Michael Chang (2)                                 | Petr Korda                                        | 5−7, 6−2, 6−1                                     |
| 1996 | Michael Chang                                     | Wayne Ferreira                                    | 6−2, 6−4                                          |
| 1995 | Andre Agassi                                      | Stefan Edberg                                     | 6−4, 2−6, 7−5                                     |
| 1994 | Stefan Edberg                                     | Jason Stoltenberg                                 | 6−4, 6−2                                          |
| 1993 | Amos Mansdorf                                     | Todd Martin                                       | 7−6(3), 7−5                                       |
| 1992 | Petr Korda                                        | Henrik Holm                                       | 6−4, 6−4                                          |
| 1991 | Andre Agassi                                      | Petr Korda                                        | 6−3, 6−4                                          |
| 1990 | Andre Agassi                                      | Jim Grabb                                         | 6−1, 6−4                                          |
| 1989 | Tim Mayotte                                       | Brad Gilbert                                      | 3−6, 6−4, 7−5                                     |
| 1988 | Jimmy Connors (3)                                 | Andrés Gómez                                      | 6−1, 6−4                                          |
| 1987 | Ivan Lendl (2)                                    | Brad Gilbert                                      | 6−1, 6−0                                          |
| 1986 | Karel Nováček                                     | Thierry Tulasne                                   | 6−1, 7−6                                          |
| 1985 | Yannick Noah                                      | Martín Jaite                                      | 6−4, 6−3                                          |
| 1984 | Andrés Gómez                                      | Aaron Krickstein                                  | 6−2, 6−2                                          |
| 1983 | José-Luis Clerc (2)                               | Jimmy Arias                                       | 6−3, 3−6, 6−0                                     |
| 1982 | Ivan Lendl                                        | Jimmy Arias                                       | 6−3, 6−3                                          |
| 1981 | José-Luis Clerc                                   | Guillermo Vilas                                   | 7−5, 6−2                                          |
| 1980 | Brian Gottfried                                   | José-Luis Clerc                                   | 7−5, 4−6, 6−4                                     |
| 1979 | Guillermo Vilas (3)                               | Víctor Pecci Sr.                                  | 7−6, 7−6                                          |
| 1978 | Jimmy Connors                                     | Eddie Dibbs                                       | 7−5, 7−5                                          |
| 1977 | Guillermo Vilas                                   | Brian Gottfried                                   | 6−4, 7−5                                          |
| 1976 | Jimmy Connors                                     | Raúl Ramírez                                      | 6−2, 6−4                                          |
| 1975 | Guillermo Vilas                                   | Harold Solomon                                    | 6−1, 6−3                                          |
| 1974 | Harold Solomon                                    | Guillermo Vilas                                   | 1−6, 6−3, 6−4                                     |
| 1973 | Arthur Ashe                                       | Tom Okker                                         | 6−4, 6−2                                          |
| 1972 | Tony Roche                                        | Marty Riessen                                     | 3−6, 7−6, 6−4                                     |
| 1971 | Ken Rosewall                                      | Marty Riessen                                     | 6−2, 7−5, 6−1                                     |
| 1970 | Cliff Richey                                      | Arthur Ashe                                       | 7−5, 6−1, 6−2                                     |
| 1969 | Thomas Koch                                       | Arthur Ashe                                       | 7−5, 9−7, 4−6, 2−6, 6−4                           |

### Dobles masculins
| Any  | Campions                                          | Finalistes                                        | Resultat                                          |
| ---- | ------------------------------------------------- | ------------------------------------------------- | ------------------------------------------------- |
| 2025 | Simone Bolelli Andrea Vavassori                   | Hugo Nys Édouard Roger-Vasselin                   | 6−3, 6−4                                          |
| 2024 | Nathaniel Lammons Jackson Withrow                 | Rafael Matos Marcelo Melo                         | 7−5, 6−3                                          |
| 2023 | Máximo González Andrés Molteni                    | Mackenzie McDonald Ben Shelton                    | 6−7(4), 6−2, [10−8]                               |
| 2022 | Nick Kyrgios Jack Sock                            | Ivan Dodig Austin Krajicek                        | 7−5, 6−4                                          |
| 2021 | Raven Klaasen Ben McLachlan                       | Neal Skupski Michael Venus                        | 7−6(4), 6−4                                       |
| 2020 | Torneig suspès a causa de la pandèmia de COVID-19 | Torneig suspès a causa de la pandèmia de COVID-19 | Torneig suspès a causa de la pandèmia de COVID-19 |
| 2019 | Raven Klaasen Michael Venus                       | Jean-Julien Rojer Horia Tecău                     | 3−6, 6−3, [10−2]                                  |
| 2018 | Jamie Murray Bruno Soares                         | Mike Bryan Édouard Roger-Vasselin                 | 3−6, 6−3, [10−4]                                  |
| 2017 | Henri Kontinen John Peers                         | Lukasz Kubot Marcelo Melo                         | 7−6(5), 6−4                                       |
| 2016 | Daniel Nestor Édouard Roger-Vasselin              | Łukasz Kubot Alexander Peya                       | 7−6(3), 7−6(4)                                    |
| 2015 | Bob Bryan Mike Bryan (4)                          | Ivan Dodig Marcelo Melo                           | 6−4, 6−2                                          |
| 2014 | Jean-Julien Rojer Horia Tecău                     | Sam Groth Leander Paes                            | 7−5, 6−4                                          |
| 2013 | Julien Benneteau Nenad Zimonjić                   | Mardy Fish Radek Štěpánek                         | 7−6(5), 7−5                                       |
| 2012 | Treat Conrad Huey Dominic Inglot                  | Kevin Anderson Sam Querrey                        | 7−6(7), 6−7(9), [10−5]                            |
| 2011 | Michaël Llodra Nenad Zimonjić                     | Robert Lindstedt Horia Tecău                      | 6−7(3), 7−6(6), [10−7]                            |
| 2010 | Mardy Fish Mark Knowles                           | Tomáš Berdych Radek Štěpánek                      | 4−6, 7−6(7), [10−7]                               |
| 2009 | Martin Damm Robert Lindstedt                      | Mariusz Fyrstenberg Marcin Matkowski              | 7−5, 7−6                                          |
| 2008 | Marc Gicquel Robert Lindstedt                     | Bruno Soares Kevin Ullyett                        | 7−6, 6−3                                          |
| 2007 | Bob Bryan Mike Bryan                              | Jonathan Erlich Andy Ram                          | 7−6, 3−6, [10−7]                                  |
| 2006 | Bob Bryan Mike Bryan                              | Paul Hanley Kevin Ullyett                         | 6−3, 5−7, [10−3]                                  |
| 2005 | Bob Bryan Mike Bryan                              | Wayne Black Kevin Ullyett                         | 6−4, 6−2                                          |
| 2004 | Chris Haggard Robbie Koenig                       | Travis Parrott Dmitri Tursúnov                    | 7−6, 6−1                                          |
| 2003 | Ievgueni Kàfelnikov Sargis Sargsian               | Chris Haggard Paul Hanley                         | 7−5, 4−6, 6−2                                     |
| 2002 | Wayne Black Kevin Ullyett                         | Bob Bryan Mike Bryan                              | 3−6, 6−3, 7−5                                     |
| 2001 | Martin Damm David Prinosil                        | Bob Bryan Mike Bryan                              | 7−6, 6−3                                          |
| 2000 | Alex O'Brien Jared Palmer                         | Andre Agassi Sargis Sargsian                      | 7−5, 6−1                                          |
| 1999 | Justin Gimelstob Sébastien Lareau                 | David Adams John-Laffnie de Jager                 | 7−5, 6−7, 6−3                                     |
| 1998 | Grant Stafford Kevin Ullyett                      | Wayne Ferreira Patrick Galbraith                  | 6−2, 6−4                                          |
| 1997 | Luke Jensen Murphy Jensen                         | Neville Godwin Fernon Wibier                      | 6−4, 6−4                                          |
| 1996 | Grant Connell Scott Davis                         | Doug Flach Chris Woodruff                         | 7−6, 3−6, 6−3                                     |
| 1995 | Olivier Delaître Jeff Tarango                     | Petr Korda Cyril Suk                              | 1−6, 6−3, 6−2                                     |
| 1994 | Grant Connell Patrick Galbraith                   | Jonas Björkman Jakob Hlasek                       | 6−4, 4−6, 6−3                                     |
| 1993 | Byron Black Rick Leach                            | Grant Connell Patrick Galbraith                   | 6−4, 7−5                                          |
| 1992 | Bret Garnett Jared Palmer                         | Ken Flach Todd Witsken                            | 6−2, 6−3                                          |
| 1991 | Scott Davis David Pate                            | Ken Flach Robert Seguso                           | 6−4, 6−2                                          |
| 1990 | Grant Connell Glenn Michibata                     | Jorge Lozano Todd Witsken                         | 6−3, 6−7, 6−2                                     |
| 1989 | Neil Broad Gary Muller                            | Jim Grabb Patrick McEnroe                         | 6−7, 7−6, 6−4                                     |
| 1988 | Rick Leach Jim Pugh                               | Jorge Lozano Todd Witsken                         | 6−3, 6−7, 6−2                                     |
| 1987 | Gary Donnelly Peter Fleming                       | Laurie Warder Blaine Willenborg                   | 6−2, 7−6                                          |
| 1986 | Hans Gildemeister Andrés Gómez (2)                | Ricardo Acioly Cesar Kist                         | 6−3, 7−5                                          |
| 1985 | Hans Gildemeister Victor Pecci                    | David Graham Balázs Taróczy                       | 6−3, 1−6, 6−4                                     |
| 1984 | Pavel Složil Ferdi Taygan                         | Drew Gitlin Blaine Willenborg                     | 7−6, 6−1                                          |
| 1983 | Mark Dickson Cassio Motta                         | Paul McNamee Ferdi Taygan                         | 6−2, 1−6, 6−4                                     |
| 1982 | Raúl Ramírez Van Winitsky (2)                     | Hans Gildemeister Andrés Gómez                    | 7−5, 7−6                                          |
| 1981 | Raúl Ramírez Van Winitsky                         | Pavel Složil Ferdi Taygan                         | 5−7, 7−6, 7−6                                     |
| 1980 | Hans Gildemeister Andrés Gómez                    | Gene Mayer Sandy Mayer                            | 6−4, 7−5                                          |
| 1979 | Marty Riessen Sherwood Stewart                    | Brian Gottfried Raúl Ramírez                      | 2−6, 6−3, 6−4                                     |
| 1978 | Arthur Ashe Bob Hewitt                            | Fred McNair Raúl Ramírez                          | 6−3, 6−4                                          |
| 1977 | John Alexander Phil Dent                          | Fred McNair Sherwood Stewart                      | 7−5, 7−5                                          |
| 1976 | Brian Gottfried Raúl Ramírez                      | Arthur Ashe Jimmy Connors                         | 6−3, 6−3                                          |
| 1975 | Robert Lutz Stan Smith                            | Brian Gottfried Raúl Ramírez                      | 7−5, 2−6, 6−1                                     |
| 1974 | Tom Gorman Marty Riessen                          | Patricio Cornejo Jaime Fillol                     | 7−5, 6−1                                          |
| 1973 | Ross Case Geoff Masters                           | Dick Crealy Andrew Pattison                       | 2−6, 6−1, 6−4                                     |
| 1972 | Tom Okker Marty Riessen (2)                       | John Newcombe Tony Roche                          | 3−6, 6−3, 6−2                                     |
| 1971 | Tom Okker Marty Riessen                           | Bob Carmichael Ray Ruffels                        | 7−6, 6−2                                          |
| 1970 | Bob Hewitt Frew McMillan                          | Ilie Năstase Ion Ţiriac                           | 7−5, 6−0                                          |
| 1969 | Patricio Cornejo Jaime Fillol                     | Robert Lutz Stan Smith                            | 4−6, 6−1, 6−4                                     |